# Catsop
Catsop (Limburgs: Katsep) is een gehucht in de gemeente Stein gelegen in het zuiden van de Nederlandse provincie Limburg. Het gehucht ligt tussen Beek en Elsloo en telt (in 2013) ongeveer 555 inwoners. De plaatsnaam werd in de 14e eeuw geschreven als Kaytsappe en Catsop terwijl het in 1840 als Castrop aangeduid wordt.

## Geschiedenis
In het bos De Horst zijn vestingwallen en een gracht van circa zes meter breed te onderscheiden. Vermoedelijk was dit een kamp van de Noormannen die zich aan het eind van de 9e eeuw in de omgeving van Elsloo hadden gevestigd.
Het centrale plein van Catsop, de Dries, had vroeger een grote waterplas, de Dreespoel genaamd. Deze poel was gemeenschappelijk bezit en gebruikte men voor het laten drinken van vee en als ontmoetingsplaats voor mensen uit de omgeving. Thans is het een driehoekig plein met lindebomen.

## Landschap
Catsop ligt op de zuidwestrand van het Plateau van Graetheide waar dit plateau in het zuiden overgaat in het Centraal Plateau. Ten oosten van het gehucht ligt de Heuvel, een natuurlijke heuvel die een uitloper is van het Centraal Plateau, maar van dit plateau gescheiden wordt door het droogdal Siekendaal. Ten westen van Catsop ligt de Kniensheuvel aan de rand van het plateau met het Maasdal met daarbij buurtschap Terhagen. Ten noordwesten van Catsop ligt het droogdal Geversdal waar lager in dit dal de Slakbeek ontspringt.
Tussen Elsloo en Catsop ligt de spoorlijn Maastricht - Venlo.

## Bezienswaardigheden
- Richting Geulle loopt een holle weg.
- Aan het einde van de Daalstraat staat een Mariakapel uit 1848 opgedragen aan Philippus Wijnandus uit Kleine Meers. Volgens de legende, die zich op het plafond van het gebouw afspeelt, zou Wijnandus tijdens een pelgrimstocht naar Jeruzalem door een engel in één dag naar huis (de plaats van de kapel) zijn gebracht. De kapel is in 1998 gerestaureerd.
- Aan de Schuthagenweg ligt de Hagenhof.
- Tussen Catsop, Elsloo en Beek ligt de Heuvel, een opvallende verhoging in het landschap

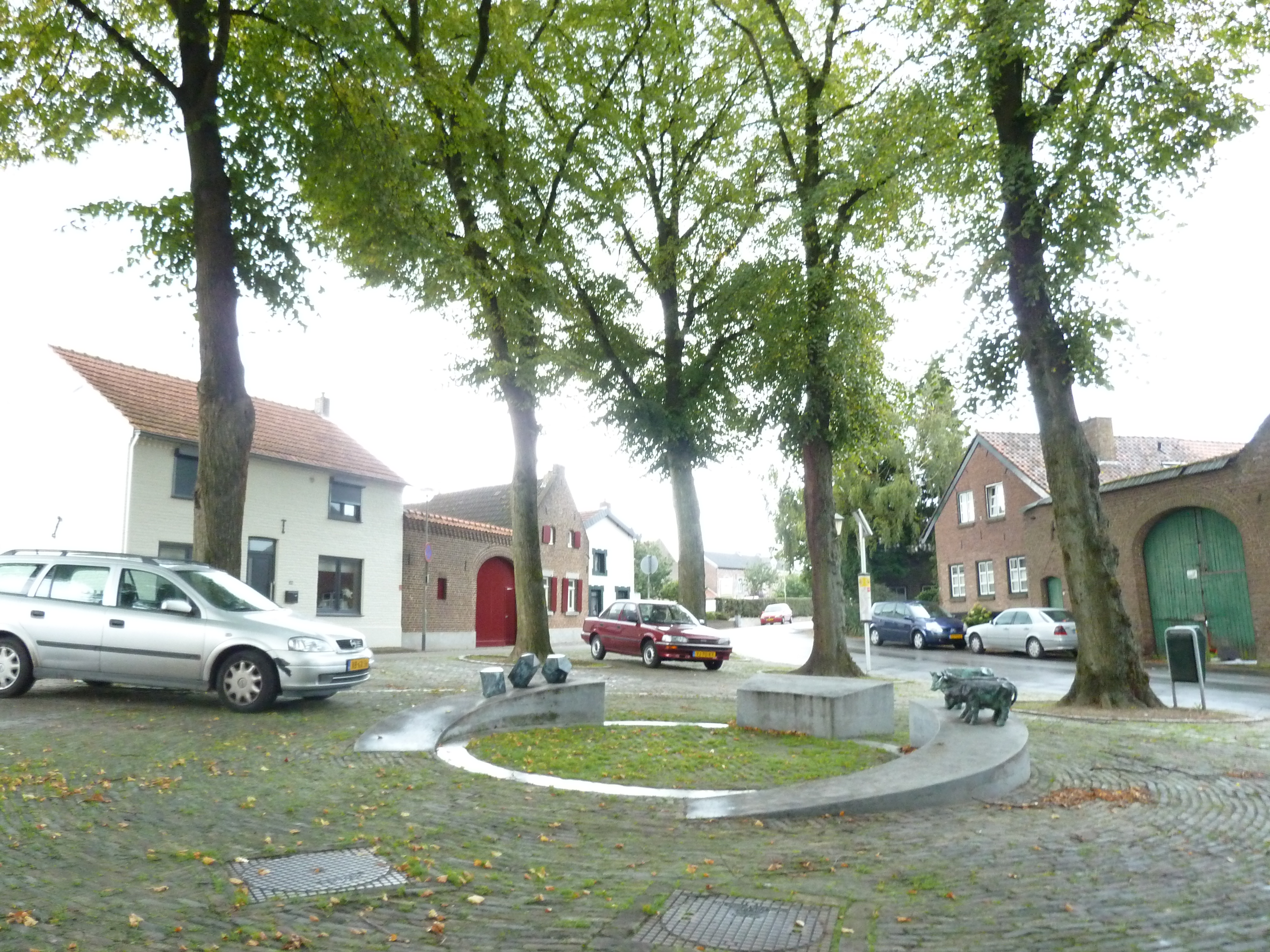
Op de Dries
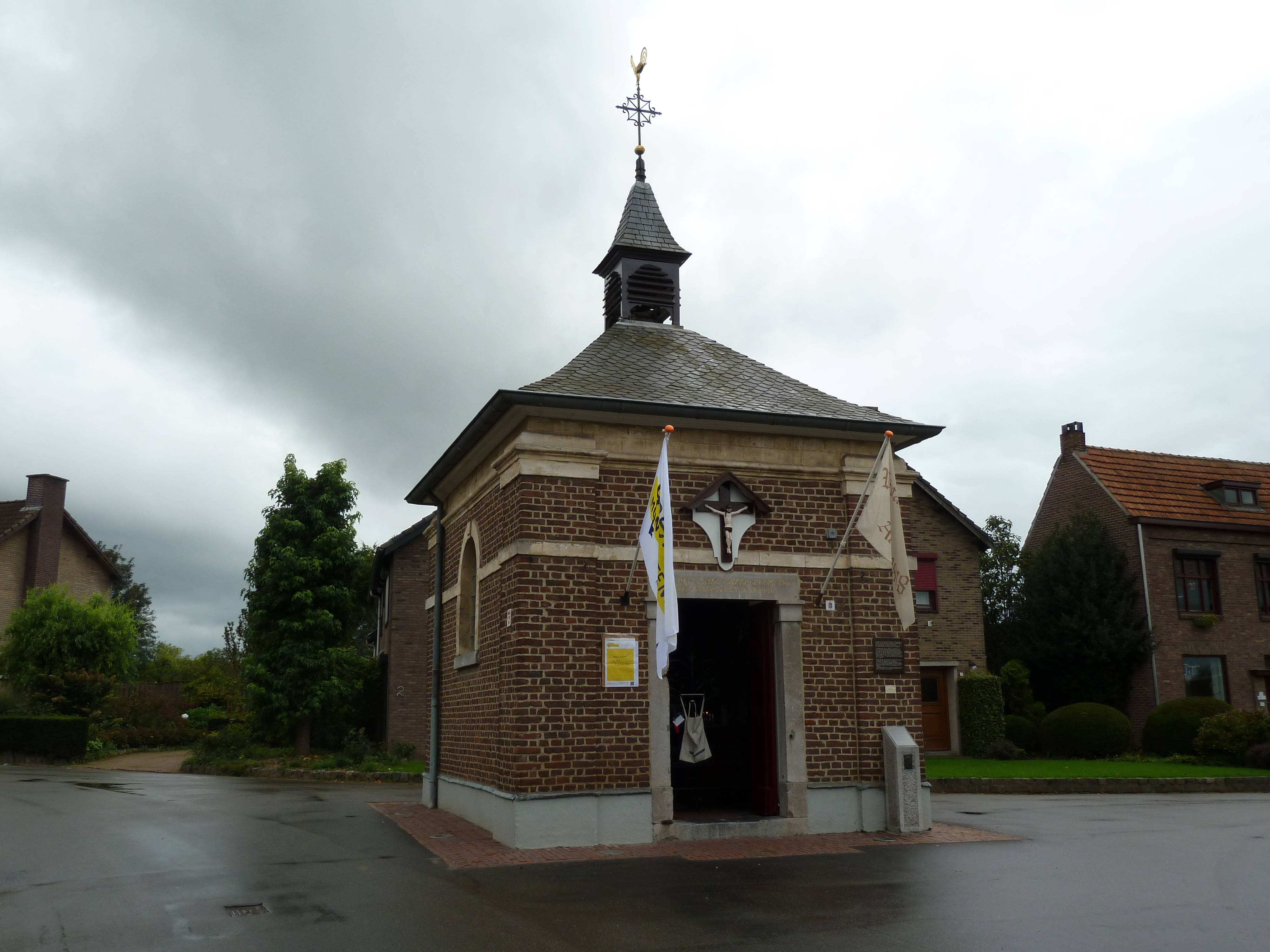
Mariakapel Catsop
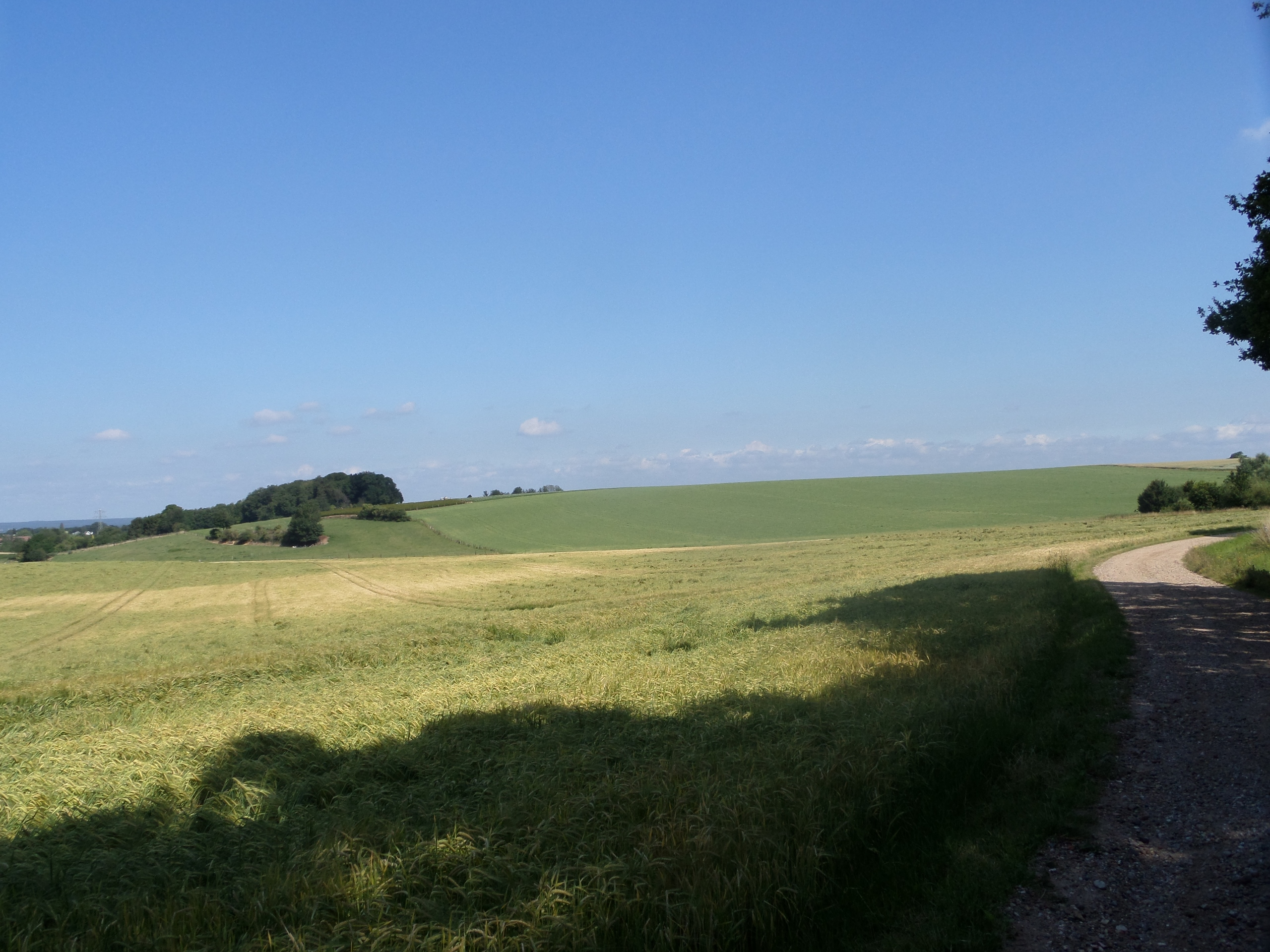
Heuvel